# Ampelocalamus
Genre
Synonymes
- Patellocalamus W. T. Lin[2]

Ampelocalamus est un genre de plantes monocotylédones de la famille des Poaceae, sous-famille des Bambusoideae, originaire d'Inde et de Chine, qui comprend 14 espèces décrites, dont 13 acceptées.

## Caractéristiques générales
Les plantes  du genre Ampelocalamus sont des bambous buissonnants aux rhizomes pachymorphes, aux tiges (chaumes) unicespiteuses, grimpantes ou retombantes, présentant des entrenœuds cylindriques, finement striés. Les cicatrices nodales des gaines sont généralement marquées, souvent avec un collet liégeux. 
Les bourgeons axillaires, à mi-longueur des tiges, sont ovoïdes et protégés par une écaille épaisse. Les gaines des branches sont réduites, laissant voir plusieurs départs de branches. Celles-ci sont nombreuses, géniculées, la branche  centrale étant souvent dominante. 
Les gaines culmaires, caduques, papyracées, sont plus courtes que les entrenœuds et présentent une ligule et des oreillettes très développée, et un limbe lancéolé ou étroitement lancéolé, souvent réfléchi. 
Les feuilles, petites à grandes, présentent une ligule et des oreillettes souvent bien développées ; le limbe foliaire montre des nervures transversales peu visibles. 
L'inflorescence, sans bractée ou avec des gaines réduites, semelauctante, est formée de panicules pendantes portées par des branches feuillues ou non. 
Les épillets retombants sont portés par de longues ramifications filamenteuses et des pédicelles incurvés, ils comptent de 2 à 7 fleurons, suivis par un fleuron stérile.
Les glumes, au nombre de deux, sont minces.
Les fleurons sont insérés entre une lemme papyracée et une paléole obtuse, bicarénée, aussi longue, voire plus longue que la lemme ou plus longue. Les fleurons fertiles présentent  trois lodicules transparents et trois étamines à filaments libres, longuement exsertées, aux anthères jaunes. L'ovaire, sans appendice, est surmonté d'un style portant deux stigmates plumeux.
Le fruit est un caryopse glabre, de forme ovoïde à oblongue.

## Taxinomie
Le genre Ampelocalamus a été décrit par les botanistes chinois Shou Liang Chen, Tai Hui Wen & Guo Ying Sheng et publié en 1981 dans la revue Acta Phytotaxonomica Sinica 19(3): 332–334, pl. 1. 1981.
L'espèce-type est Ampelocalamus actinotrichus (Merr. & Chun) S.L.Chen T.H.Wen & G.Y.Sheng.

### Étymologie
Le nom générique Ampelocalamus est formé de deux mots grecs, ἄμπελος (ampelos), la vigne, et κάλαμος (kalamos), le roseau, en référence aux tiges grêles et grimpantes de certaines espèces de ce genre.

### Liste d'espèces
Selon The Plant List (6 juin 2017) :
- Ampelocalamus actinotrichus (Merr. & Chun) S.L.Chen T.H.Wen & G.Y.Sheng
- Ampelocalamus breviligulatus (T.P.Yi) Stapleton
- Ampelocalamus calcareus C.D.Chu & C.S.Chao
- Ampelocalamus hirsutissimus (W.D.Li & Y.C.Zhong) Stapleton & D.Z.Li
- Ampelocalamus luodianensis T.P.Yi & R.S.Wang
- Ampelocalamus melicoideus (P.C.Keng) D.Z.Li & Stapleton
- Ampelocalamus mianningensis (Q.Li & Xin Jiang) D.Z.Li & Stapleton
- Ampelocalamus microphyllus (Hsueh & T.P.Yi) Hsueh & T.P.Yi
- Ampelocalamus naibunensis (Hayata) T.H.Wen
- Ampelocalamus patellaris (Gamble) Stapleton
- Ampelocalamus saxatilis (Hsueh & T.P.Yi) Hsueh & T.P.Yi
- Ampelocalamus scandens Hsueh & W.D.Li
- Ampelocalamus yongshanensis Hsueh f. & D.Z.Li